# رابی جانسون
رابی جانسون (انگلیسی: Robbie Johnson؛ زادهٔ ۳۰ مارس ۱۹۶۲) بازیکن فوتبال اهل بریتانیا است.
از باشگاه‌هایی که در آن بازی کرده‌است می‌توان به باشگاه فوتبال برنتفورد، باشگاه فوتبال هارو بورو، و باشگاه فوتبال سلو تاون اشاره کرد.